# توماس ك. باور
توماس ك. باور (بالإنجليزية: Thomas Charles Power)‏ هو سياسي أمريكي، ولد في 22 مايو 1839 في دوبوك في الولايات المتحدة، وتوفي في 16 فبراير 1923 في هيلينا في الولايات المتحدة. حزبياً، نشط في الحزب الجمهوري. وقد انتخب عضو مجلس الشيوخ الأمريكي.